# Liste von Sakralbauten im Landkreis Germersheim
Die Liste von Sakralbauten im Landkreis Germersheim gibt einen Überblick über die Kirchen, Klöster und sonstigen Sakralbauten im Landkreis Germersheim, Rheinland-Pfalz.

## Liste
| Bild außen | Bild innen | Name und Konfession                                                | Gemeinde/Ortsteil                       |
| ---------- | ---------- | ------------------------------------------------------------------ | --------------------------------------- |
|            |            | Evangelische Versöhnungskirche                                     | Germersheim                             |
|            |            | Katholische Pfarrkirche St. Jakobus und ehemaliges Servitenkloster | Germersheim                             |
|            |            | Katholische Kirche St. Johannes der Täufer                         | Germersheim, Stadtteil Sondernheim      |
|            |            | Evangelische Pfarrkirche                                           | Bellheim                                |
|            |            | Katholische Pfarrkirche St. Nikolaus                               | Bellheim                                |
|            |            | Evangelische Pfarrkirche                                           | Knittelsheim                            |
|            |            | Katholische Pfarrkirche St. Georg                                  | Knittelsheim                            |
|            |            | Katholische Pfarrkirche St. Martin                                 | Ottersheim bei Landau                   |
|            |            | Evangelische Pfarrkirche                                           | Zeiskam                                 |
|            |            | Katholische Pfarrkirche St. Bartholomäus                           | Zeiskam                                 |
|            |            | Katholische Pfarrkirche St. Bartholomäus                           | Berg (Pfalz)                            |
|            |            | Katholische Pfarrkirche St. Michael                                | Hagenbach                               |
|            |            | Katholische Pfarrkirche St. Wendelin                               | Hatzenbühl                              |
|            |            | Evangelische Pfarrkirche                                           | Jockgrim                                |
|            |            | Katholische Pfarrkirche St. Georg                                  | Jockgrim                                |
|            |            | Katholische Kirche St. Dionysius                                   | Jockgrim                                |
|            |            | Schweinheimer Kirchel                                              | Jockgrim                                |
|            |            | Katholische Pfarrkirche St. Bartholomäus                           | Neupotz                                 |
|            |            | Katholische Pfarrkirche St. Michael                                | Rheinzabern                             |
|            |            | St. Anna-Kapelle                                                   | Rheinzabern                             |
|            |            | Evangelisches Paul-Fagius-Gemeindezentrum                          | Rheinzabern                             |
|            |            | Simultankirche St. Martin                                          | Erlenbach bei Kandel                    |
|            |            | Protestantische Wolfgangskirche                                    | Freckenfeld                             |
|            |            | Evangelische Pfarrkirche St. Georg                                 | Kandel                                  |
|            |            | Katholische Pfarrkirche St. Pius                                   | Kandel                                  |
|            |            | Katholische Kirche St. Martin                                      | Steinweiler                             |
|            |            | Protestantische Kirche                                             | Minfeld                                 |
|            |            | St. Laurentius                                                     | Minfeld                                 |
|            |            | Evangelische Pfarrkirche                                           | Winden (Pfalz)                          |
|            |            | Evangelische Pfarrkirche                                           | Freisbach                               |
|            |            | Katholische Kirche St. Martin                                      | Lingenfeld                              |
|            |            | Protestantische Christuskirche                                     | Lingenfeld                              |
|            |            | Protestantische Kirche                                             | Westheim (Pfalz)                        |
|            |            | Evangelische Pfarrkirche                                           | Weingarten (Pfalz)                      |
|            |            | Katholische Kirche St. Michael                                     | Weingarten (Pfalz)                      |
|            |            | St. Johannes der Täufer                                            | Lustadt                                 |
|            |            | St. Laurentius                                                     | Lustadt                                 |
|            |            | Apostelkirche                                                      | Lustadt                                 |
|            |            | Christuskirche                                                     | Lustadt                                 |
|            |            | Evangelische Pfarrkirche                                           | Schwegenheim                            |
|            |            | St. Bartholomäus                                                   | Schwegenheim                            |
|            |            | Katholische Pfarrkirche St. Georg                                  | Hördt                                   |
|            |            | Ehemaliges Kloster Hördt                                           | Hördt                                   |
|            |            | Katholische Pfarrkirche St. Anna                                   | Kuhardt                                 |
|            |            | Katholische Pfarrkirche St. Gertrud                                | Leimersheim                             |
|            |            | Dieterskirchel                                                     | Rülzheim                                |
|            |            | St. Mauritius                                                      | Rülzheim                                |
|            |            | Protestantische Christuskirche                                     | Rülzheim                                |
|            |            | Marienkapelle am Almosenberg                                       | Rülzheim                                |
|            |            | St. Ludwig                                                         | Scheibenhardt                           |
|            |            | St. Theodard                                                       | Wörth am Rhein                          |
|            |            | Evangelische Christuskirche                                        | Wörth am Rhein                          |
|            |            | St. Ägidius                                                        | Wörth am Rhein                          |
|            |            | Friedenskirche                                                     | Wörth am Rhein                          |
|            |            | St. Laurentius                                                     | Wörth am Rhein, Stadtteil Büchelberg    |
|            |            | Katholische Pfarrkirche St. Mariä Himmelfahrt                      | Wörth am Rhein, Stadtteil Maximiliansau |
|            |            | Evangelische Kirche                                                | Wörth am Rhein, Stadtteil Maximiliansau |
|            |            | Katholische Pfarrkirche St. Leo                                    | Wörth am Rhein, Stadtteil Schaidt       |